# 軌道敷
軌道敷（きどうしき）とは道路上において路面電車が通行するのに必要な部分（併用軌道）のことである。
敷石や線で示されている。その他の場合にはレールの幅に左右それぞれ610mmを加えた部分を軌道敷とする。

## 軌道敷内の通行禁止と例外
道路交通法第二一条
- 車両（トロリーバスを除く。以下この条及び次条第1項において同じ）は左折し、右折し、横断し、若しくは転回するため軌道敷を横切る場合又は危険防止のためやむを得ない場合を除き、軌道敷を通行してはならない。
- 2 車両は次の各号に掲げる場合においては、前項の規定にかかわらず、軌道敷内を通行することができる。この場合において、車両は路面電車の通行を妨げてはならない。
  - 一、当該道路の左側部分から軌道敷を除いた部分の幅員が当該車両の通行のため十分なものでないとき。
  - 二、当該車両が、道路の損壊、道路工事その他の障害のため当該道路の左側部分から軌道敷を除いた部分を通行することができないとき。
  - 三、「軌道敷内通行可」の道路標識等により軌道敷内を通行することができることとされている自動車が通行するとき。
- 3 軌道敷内を通行する車両は後方から路面電車が接近してきたときは、当該路面電車の正常な運行に支障を及ぼさないように、すみやかに軌道敷外に出るか又は当該路面電車から必要な距離を保つようにしなければならない。

2の三に関して、軌道敷内通行可の標識はあくまでも自動車のみに適用されるためこの標識があっても原動機付自転車や軽車両は軌道敷内を通行できない。
路面電車は一般の自動車よりも重くて制動距離が長いため危険があった時に急停止するのが難しく、線路上を走行するために障害物があっても避けることができないことや、線路上は摩擦が少なく滑りやすいので停止距離が長くなる、自動車が通行することでレールが傷む、自動車の侵入で渋滞が発生し、それに巻き込まれると定時性が失われる、路線バスのように公共交通機関であるために原則客を乗せて走っており自動車の侵入で乗務員だけでなく乗客にも危険が及ぶなどの理由により、原則として軌道敷内の通行を禁止している。同時に、軌道敷内は駐停車禁止になっている。
併用軌道が道路の中央にある場合、右折時は軌道敷外で待機するのが望ましい。路面電車が近づく前に速やかに右折できるだろうと安易に軌道敷内で待機すると混雑時に軌道敷外に戻れず事故に巻き込まれるおそれがある。
軌道敷内も緊急自動車の走行が優先される。路面電車が併用軌道を走行中にもし緊急自動車が近づいてきたらその進行を妨げてはならない。このような場合路面電車は交差点を避けて一時停止して緊急自動車に進路を譲り、通過が確認できたら運行を再開することができる。